# Sainte-Geneviève, Manche
Sainte-Geneviève är en kommun i departementet Manche i regionen Normandie i norra Frankrike. Kommunen ligger i kantonen Quettehou som tillhör arrondissementet Cherbourg. År 2022 hade Sainte-Geneviève 309 invånare.

## Befolkningsutveckling
Antalet invånare i kommunen Sainte-Geneviève
| Referens: INSEE |